# Werner Rockstuhl
Werner Rockstuhl (* 1935 in Tüngeda) ist ein deutscher Autor von Sachbüchern zur Lokalgeschichte Thüringens.
Werner Rockstuhl gilt als ein Spezialist für die Geschichte der Bockwindmühlen in Thüringen und ist Kenner historischer Maße. Er schrieb mehrere Bücher mit seinem Sohn Harald Rockstuhl.

## Werke
- Handbuch – Alte Thüringische, Preussische, Sächsische und Mecklenburgische Masse und ihre Umrechnung, (Mitautor Harald Rockstuhl), 1997, ISBN 978-3-929000-94-8
- Die Geschichte der Bockwindmühle Tüngeda 1840-2001 sowie der Windparks Wangenheim/ Hochheim und Wiegleben 1999 - 2001, (Mitautor Harald Rockstuhl), 2000, ISBN 978-3-934748-16-3
- Chronik der Gemeinde Tüngeda von den Anfängen bis 1871, Band 1 und 2, (Mitautor Harald Rockstuhl), 2005, ISBN 978-3-937135-73-1
- Chronik der Gemeinde Tüngeda 1871 - 1945, Band 3, 1998, ISBN 978-3-929000-74-0
- Chronik der Gemeinde Tüngeda 1945 - 1953, Band 4, 2007, ISBN 978-3-938997-85-7